# Peter Fieseler
Peter Fieseler (ur. 1977 w Bad Godesberg, dzielnicy Bonn) – niemiecki aktor telewizyjny, teatralny i filmowy.

## Wybrana filmografia

### Filmy
- 1998: Freundinnen & andere Monster jako Jürgi
- 2001: Eksperyment jako więzień nr 11
- 2001: Lammbock – Alles in Handarbeit jako Tim
- 2010: Sexstreik! (TV) jako Lars Kaminski
- 2013: Neue Adresse Paradies (TV) jako Jörg Kreuzer
- 2016: Spowiedzi (Le confessioni) jako niemiecki policjant

### Seriale TV
- 2010: Krąg miłości (Familie Dr. Kleist) jako Frank Seifert
- 2011: Ostatni gliniarz (Der Letzte Bulle) jako Christian Siebert
- 2014: Verbotene Liebe jako Martin Vogt
- 2016: Tatort: Fegefeuer jako Michalski
- 2016: Mój kumpel duch (Binny und der Geistg) jako Schmuggler
- 2017: Magda macht das schon! jako Frank Moll
- 2018: Rejs ku szczęściu: Podróż poślubna do Norwegii (Kreuzfahrt ins Glück: Hochzeitsreise nach Norwegen) jako Harald Dahl